# نینوکسا
نینوکسا (به روسی: Нёнокса) شهری در کشور روسیه در فدراسیون آرخانگلسک در شمالغربی جمهوری فدراتیو روسیه می‌باشد. نینوکسا شهری ساحلی نزدیک دریای سفید می‌باشد. بنابر اخبار، انفجار یک موشک هسته‌ای مرتبط با فعالیت‌های نیروی دریایی روسیه در نزدیکی این شهر سبب اعلام دستور تخلیه این شهر در ۱۳ اوت ۲۰۱۹ (۲۲ مرداد ۱۳۹۸) شد که بعداً این دستور لغو گردید. بنابر منابع خبری، سطح تشعشات در این شهر از ۱۶ برابر میزان نرمال گذشت.

## نگارخانه

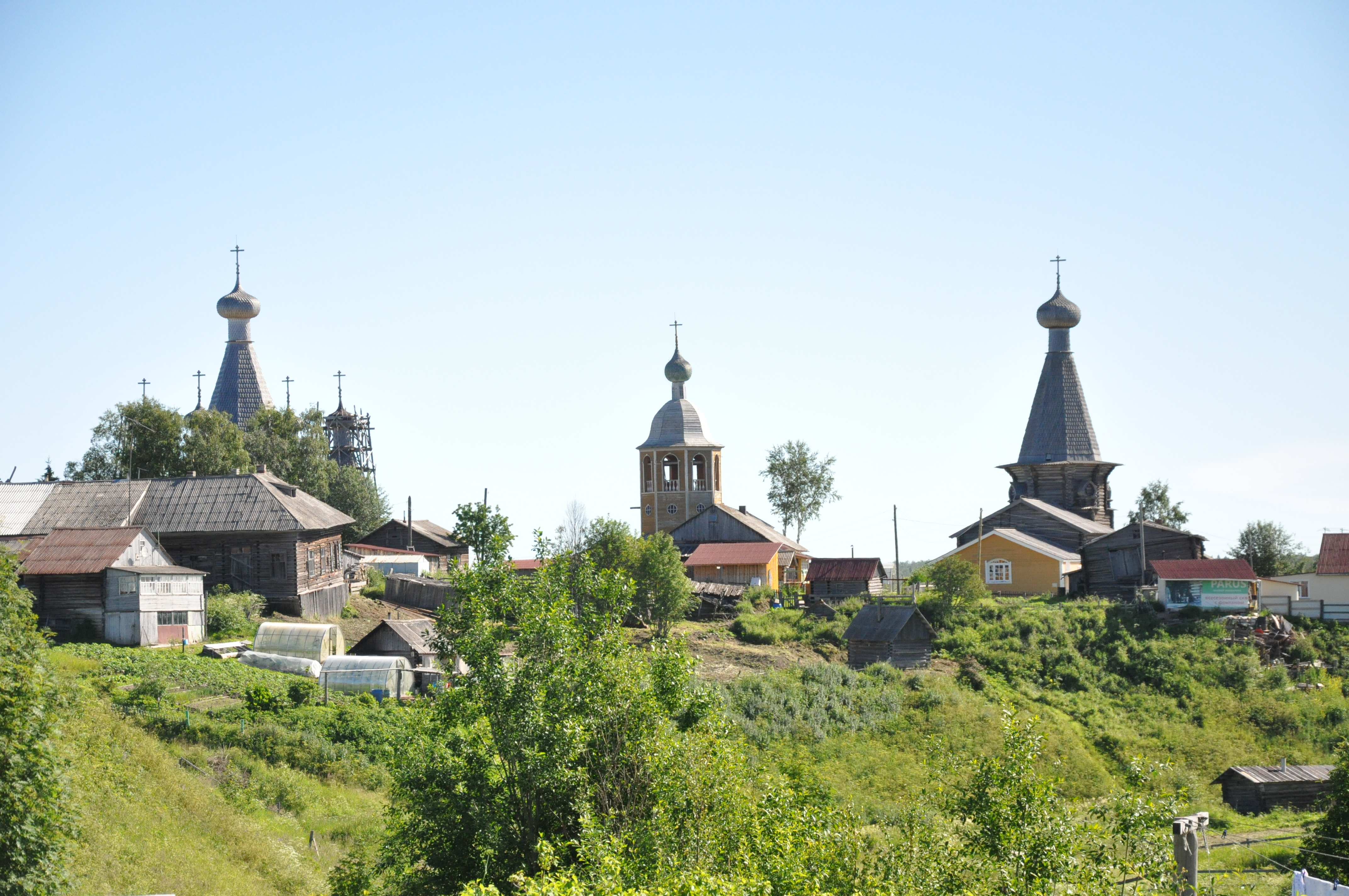
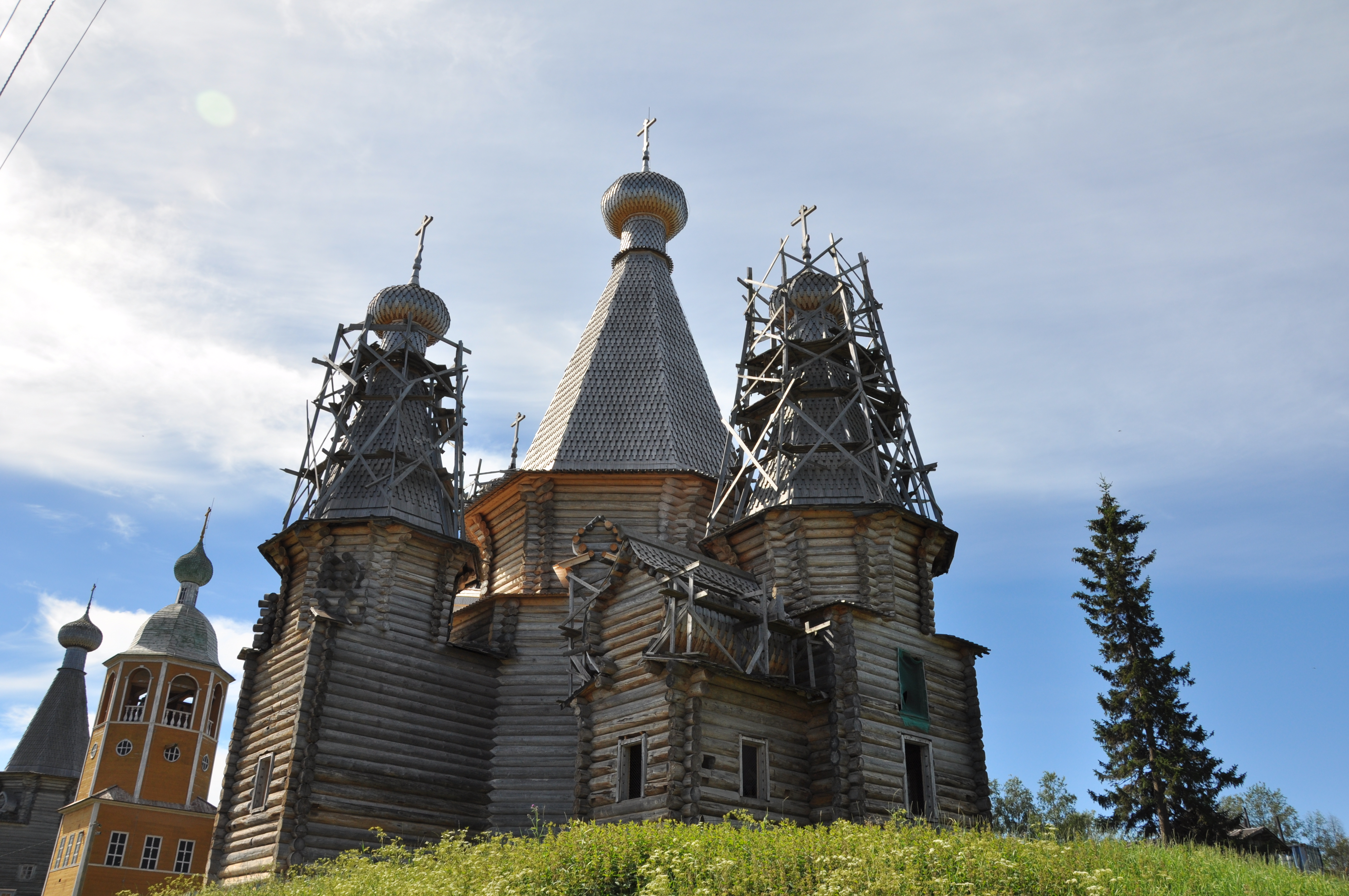
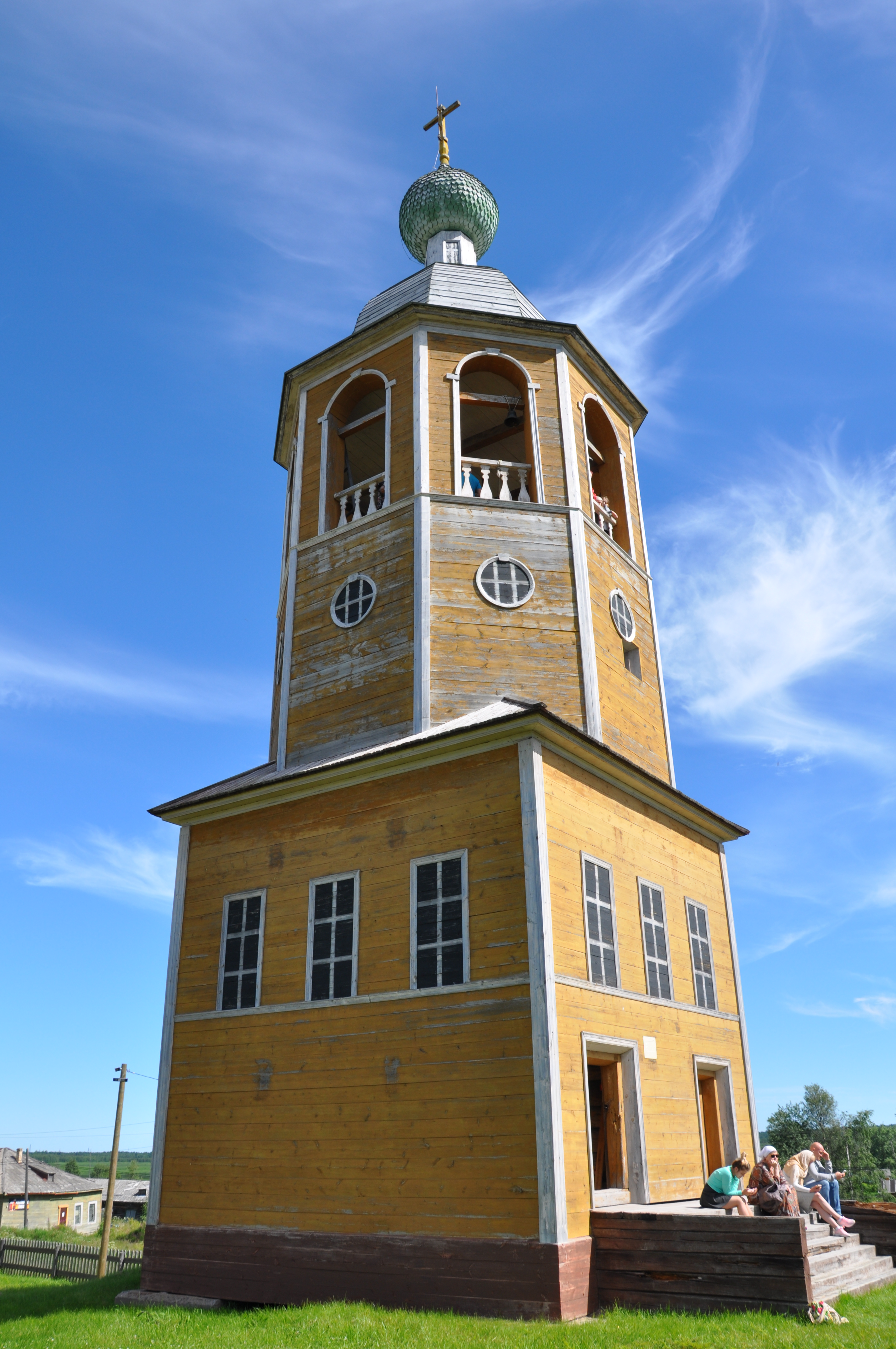
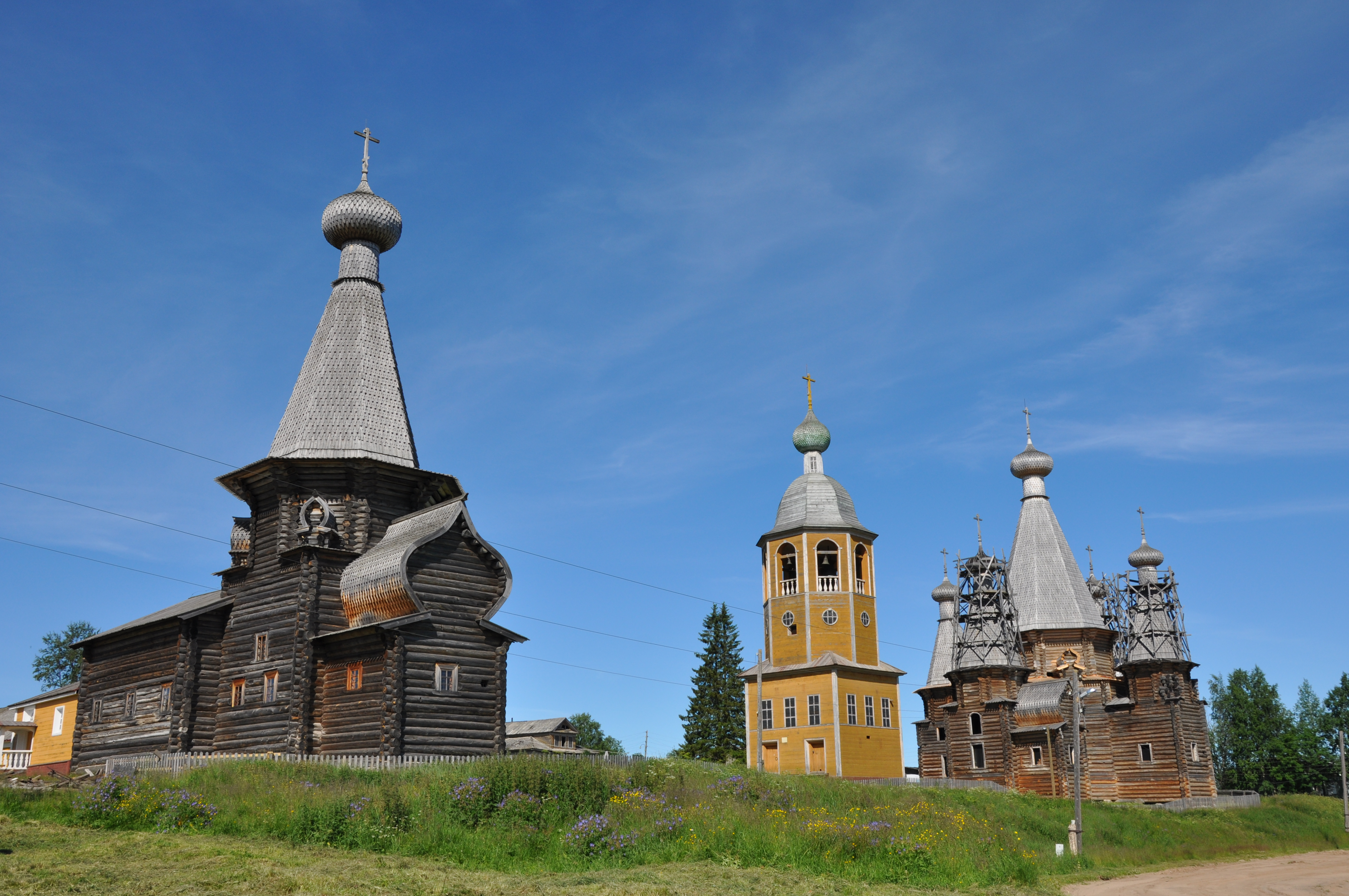
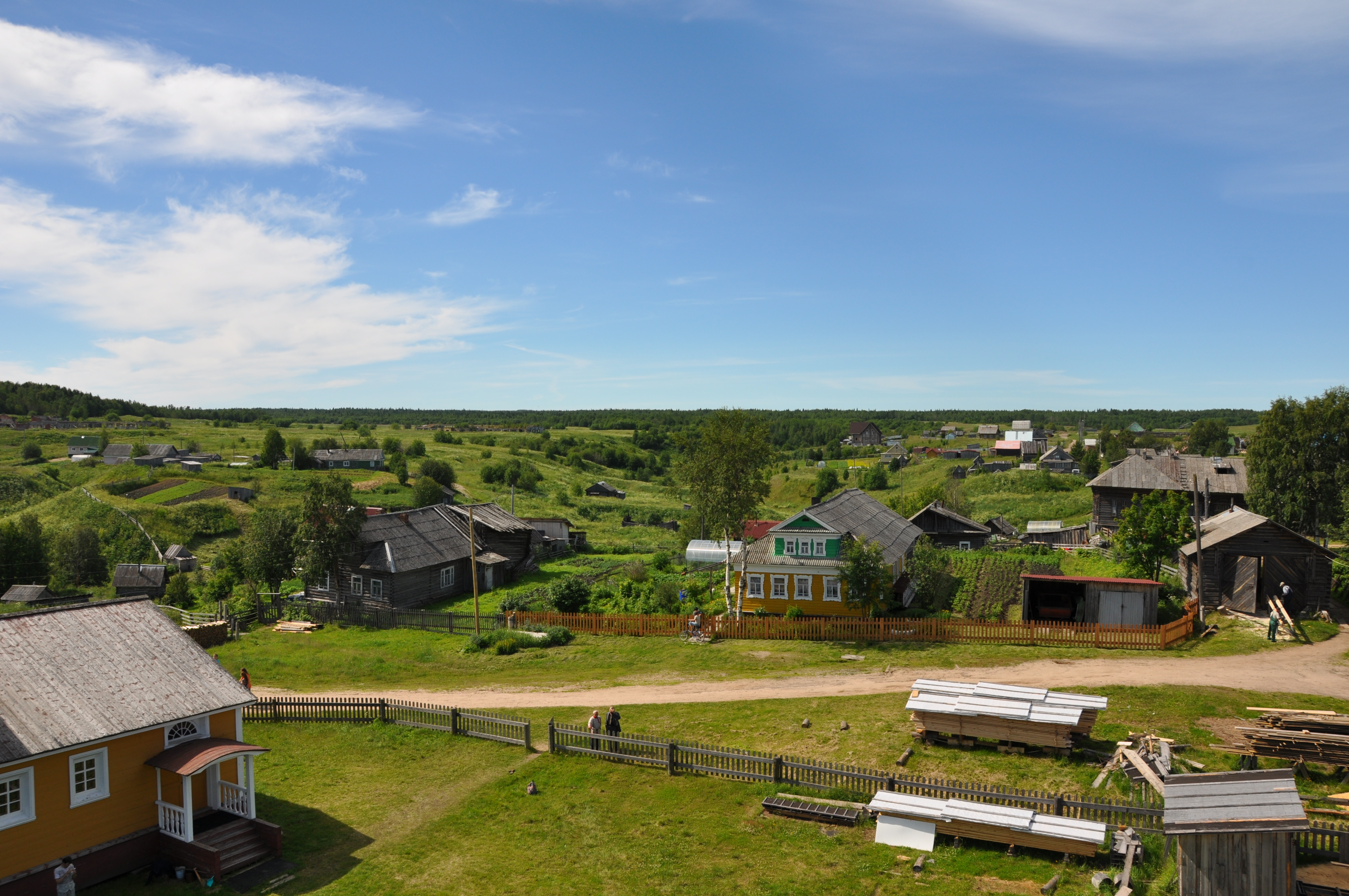
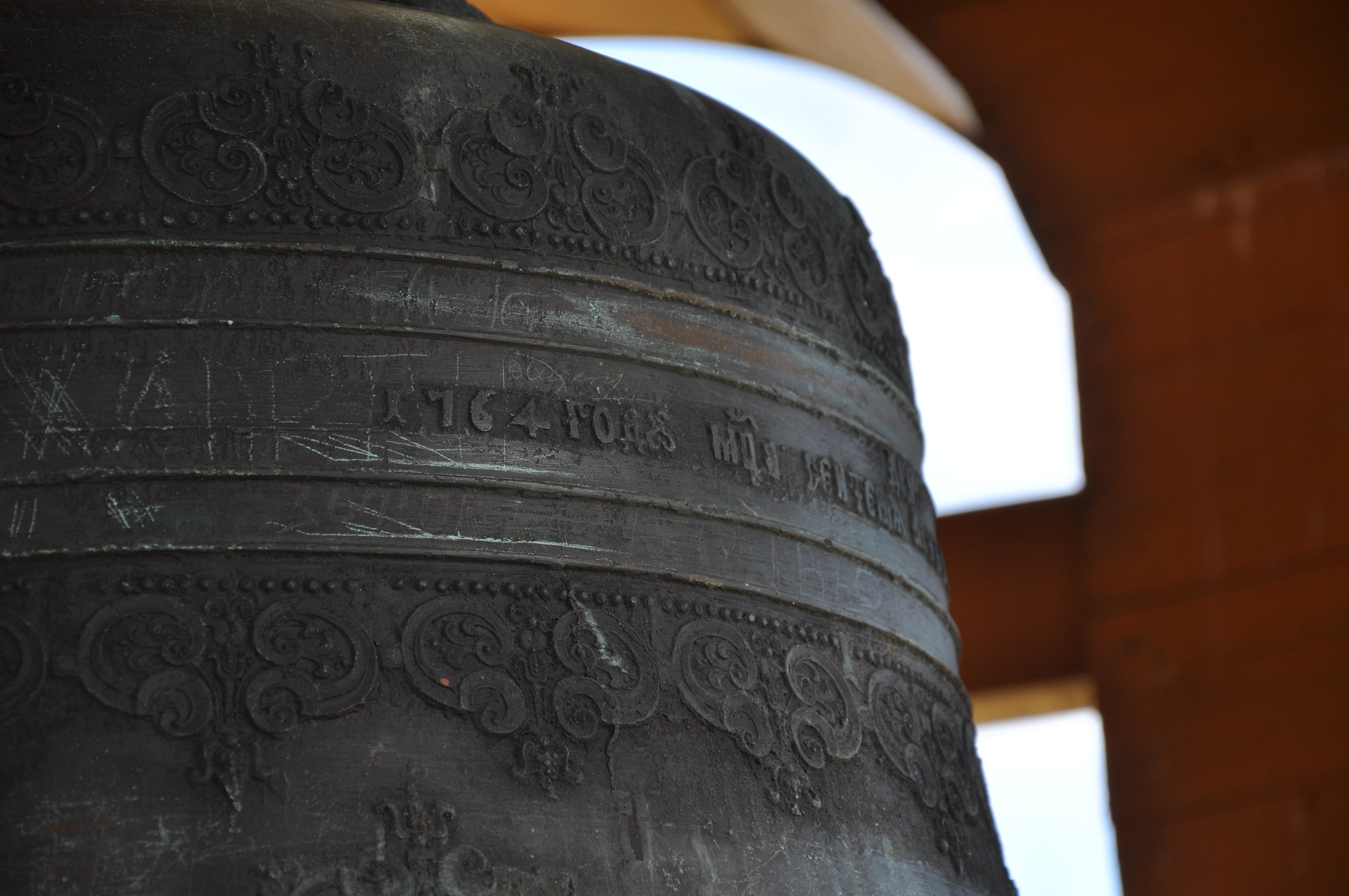
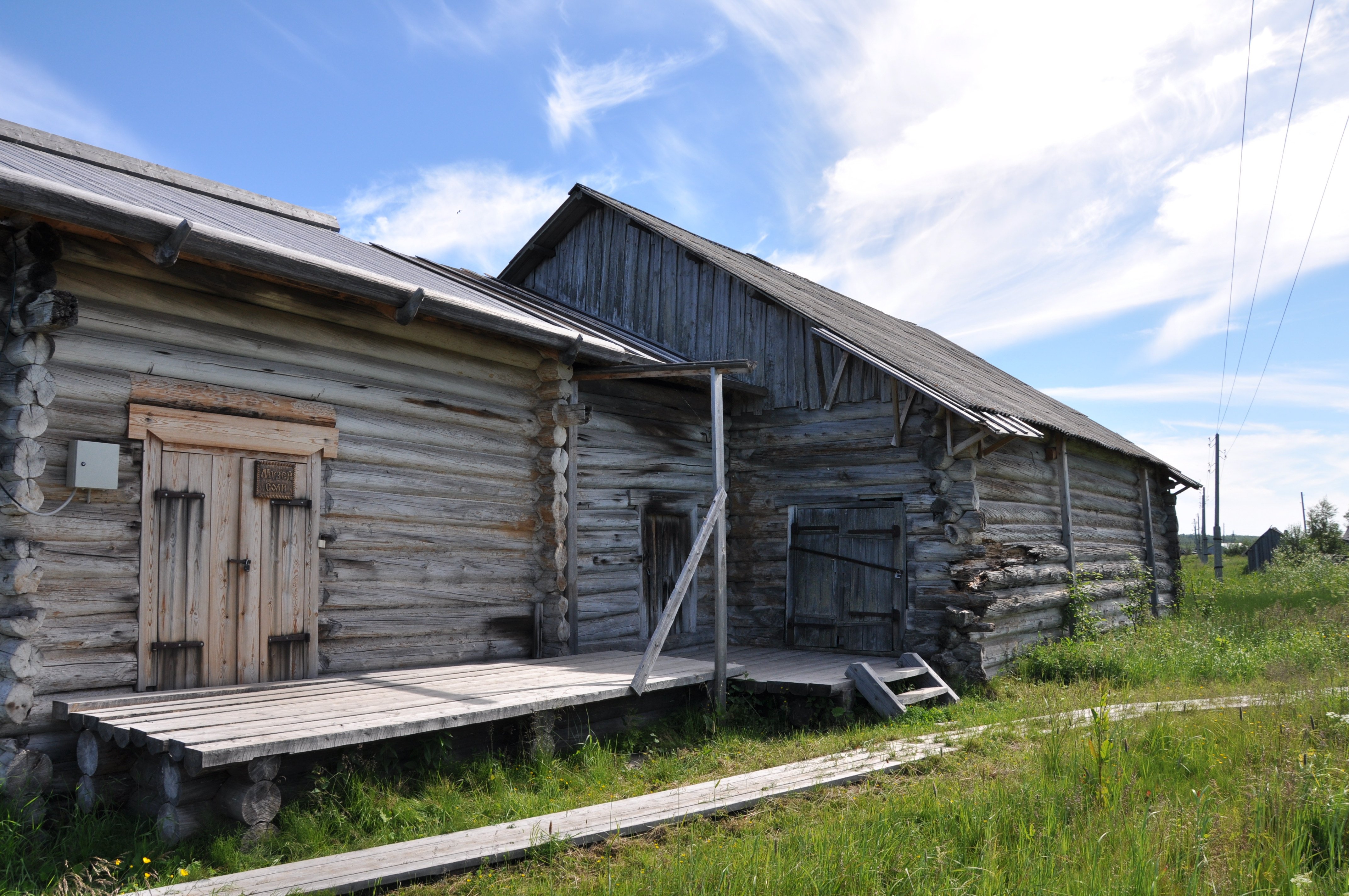
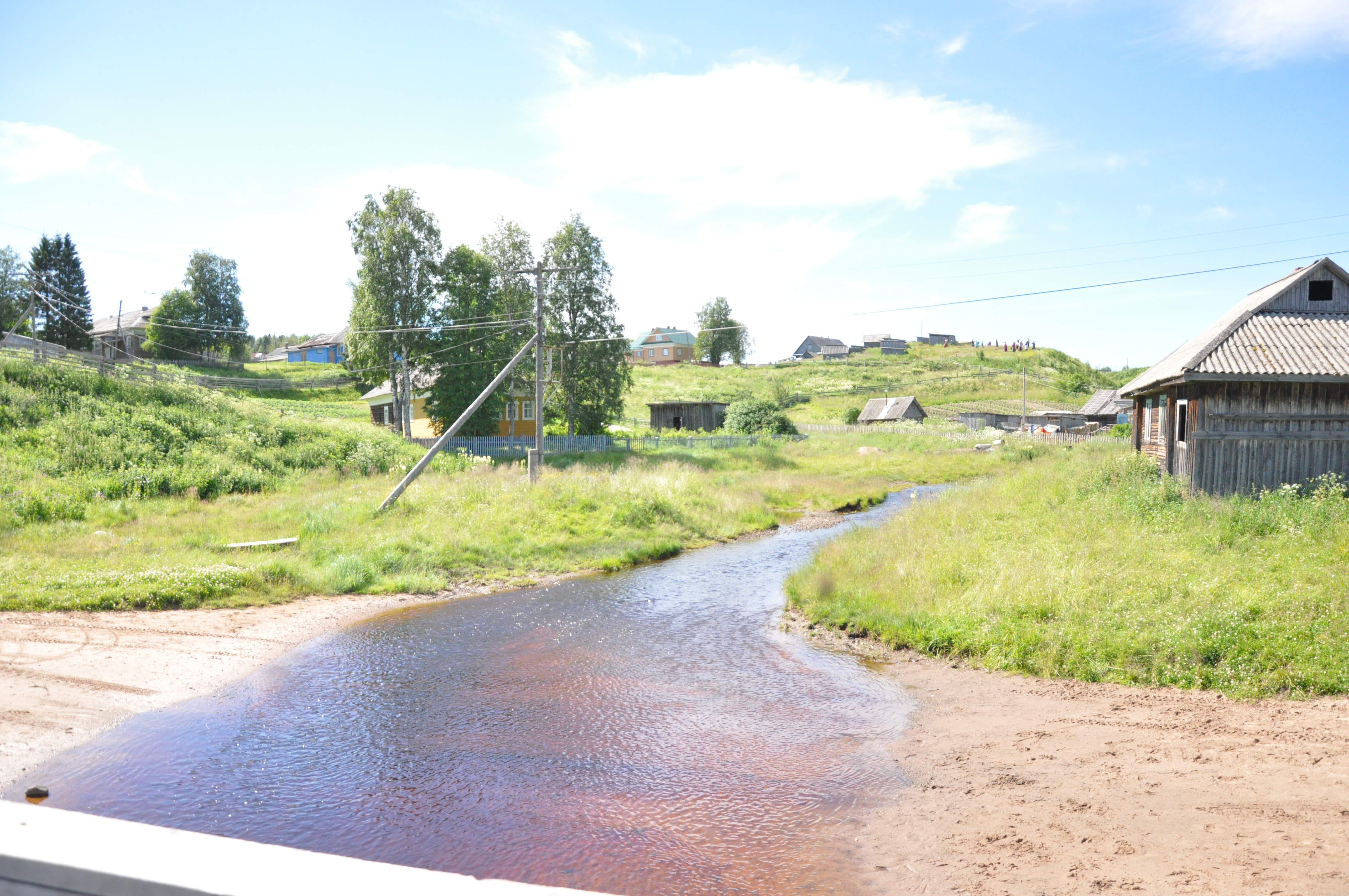
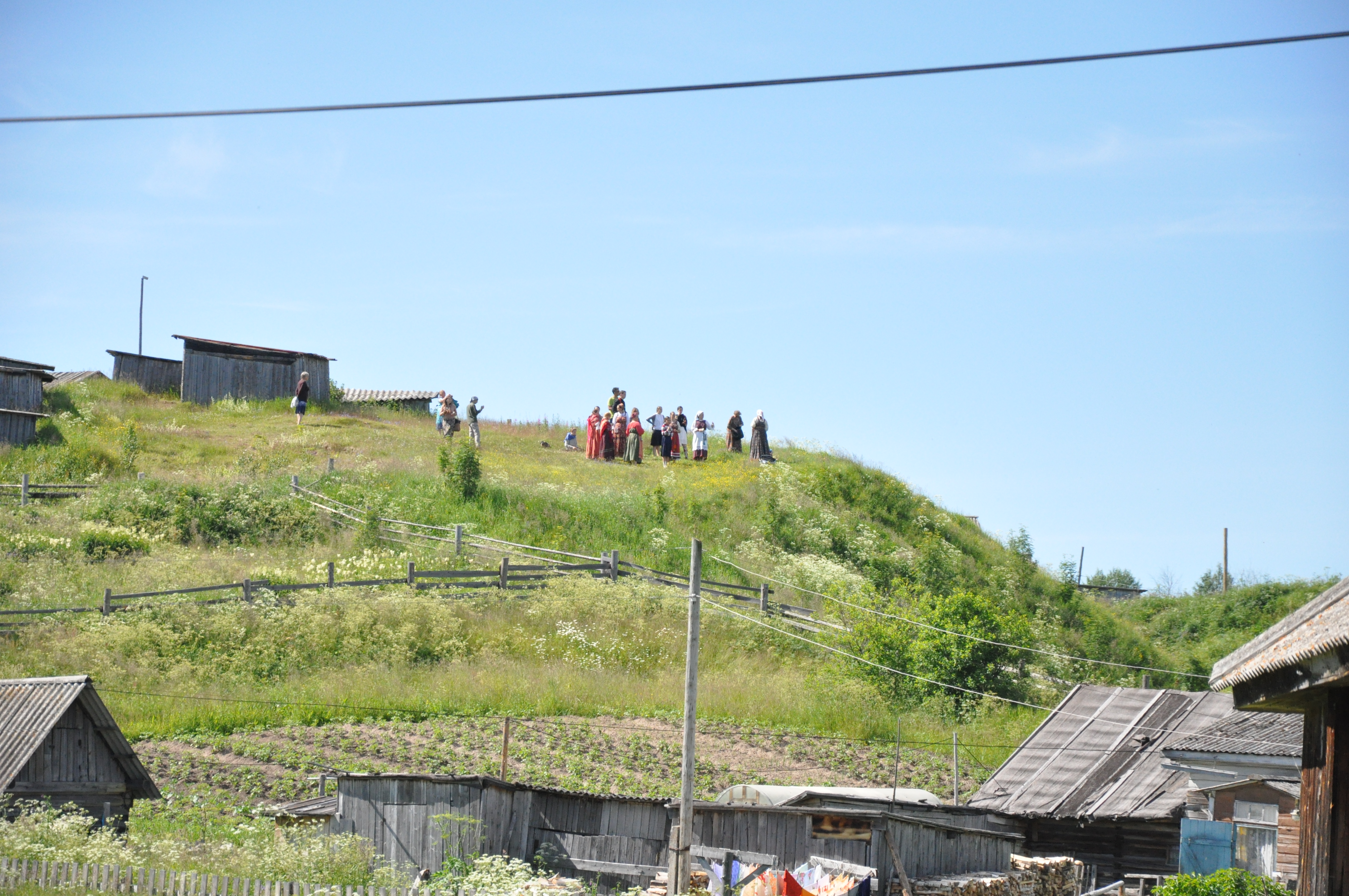
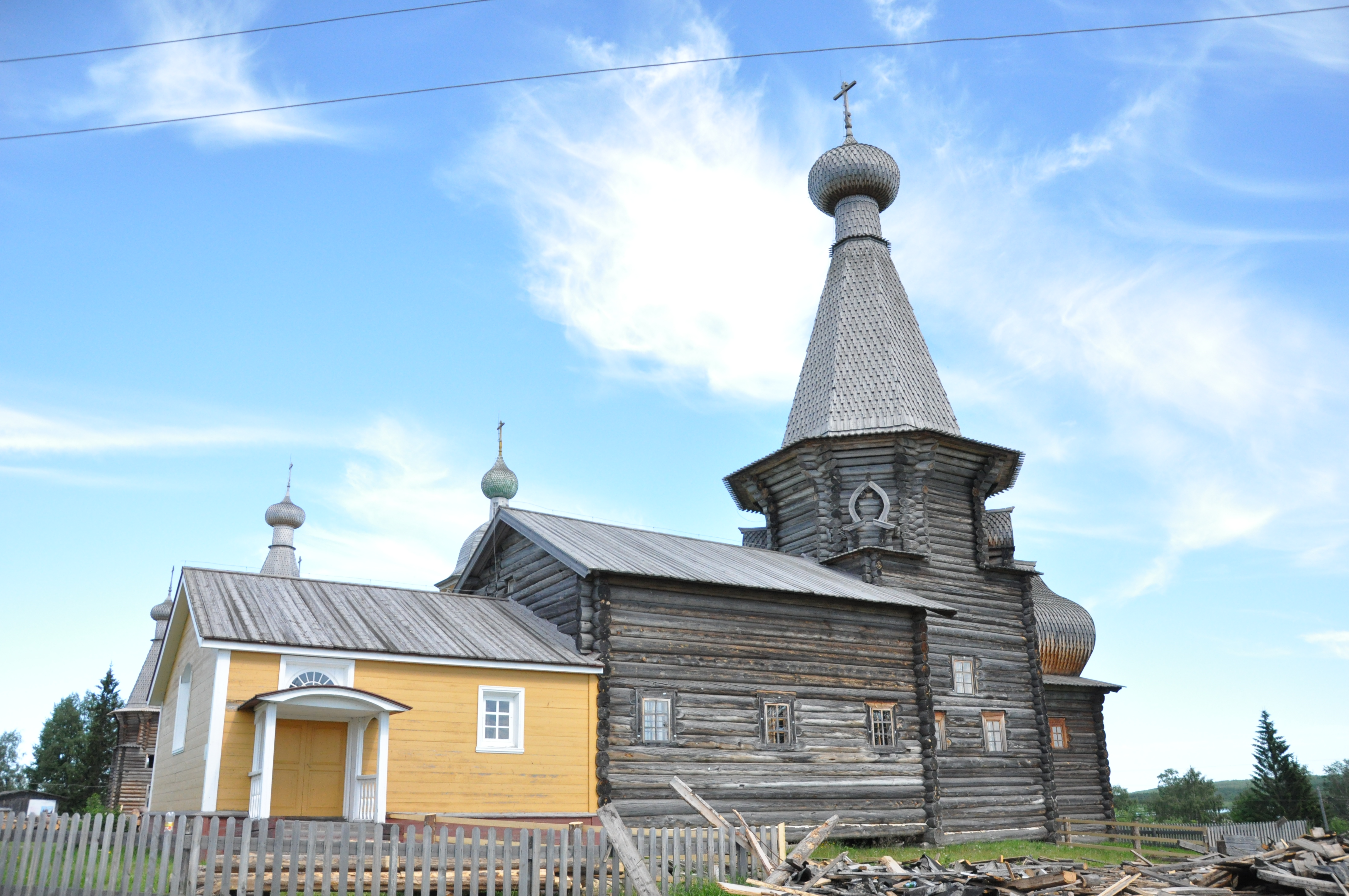